# Циклооктатетраєн
Ци́клоо́ктатетрає́н (циклоокта-1,3,5,7-тетраєн) — органічна сполука, представник ряду циклоалкенів складу C8H8. Циклооктатетраєн є ануленом.

## Хімічні властивості
Циклооктатетраєн є циклічним ненасиченим вуглеводнем з спряженою системою з чотирьох подвійних зв'язків ([8]-анулен). На відміну від бензену, циклооктатетраєн не є ароматичним вуглеводнем, оскільки містить парну кількість подвійних зв'язків (4n π-електрони, див правило Гюккеля)

## Отримання
Циклооктатетраєн можна отримати циклотетрамеризацією ацетилену (етину) в присутуності ціаніду нікелю:
Вперше циклооктатетраєн отримали в 1905 році багатостадійним синтезом

## Циклооктатетраєн-аніон
Приєднання двох електронів до циклооктатетраєну призводить до утворення стійкого ароматичного дианіона (C8H82-). Лужні метали реагують з циклооктатетраєном, утворюючи відповідні солі, які потім можна використовувати для синтезу циклоотатраєнідів менш активних металів :
2 K + C8H8 → K2C8H8
Ароматичність циклоотатетраєн-діаніона підтверджується даними кристалічної структури K2C8H8, що показують плоску будову восьмичленного кільця аніона з середньою відстанню (С-С) 1,40 Å.